# Marie Hicks
Marie Hicks (* 20. Dezember 1923 in Harlem; † 19. April 2007) war eine US-amerikanische Bürgerrechtsaktivistin. 

## Leben
Hicks, eine Afroamerikanerin, wurde insbesondere dadurch bekannt, dass sie in den Jahren 1965 und 1966 am Girard College in Philadelphia eine Streik- und Protest-Initiative anführte gegen die Schulordnung, der zufolge nur „weiße“ Schüler unterrichtet werden durften. Durch ihren Erfolg konnte sie erreichen, dass ihr Sohn 1968 an diesem College aufgenommen wurde.
Später erhielt sie einen Job als Dienstmädchen an der La Salle University und studierte nebenher; sie erreichte 1980 einen Bachelor-Abschluss in Soziologie.